# Hilarimorpha ditissa
Hilarimorpha ditissa is een vliegensoort uit de familie van de Hilarimorphidae. De wetenschappelijke naam van de soort is voor het eerst geldig gepubliceerd in 1975 door Webb.